# Lista longifundamena
Lista longifundamena (лат.) — вид бабочек-огнёвок рода Lista из подсемейства Epipaschiinae.

## Распространение
Китай (Fujian, Hainan, Yunnan).

## Описание
Бабочки средних размеров. Размах крыльев около 3 см (от 25 до 27 мм). Для этого вида характерны субквадратный ункус гениталий самцов с двумя слабо склеротизированными боковыми отростками, дистальный отросток гнатоса с четырьмя небольшими шипами на вершине, внутренний дорсальный отросток саккулюса более чем в 5 раз длиннее наружного и юкста с длинными шиповидными боковые доли. Внешне он похож на Lista gilvasa по мужским гениталиям самцов, и различия между ними указаны для последнего вида.  Лабиальные щупики вздернуты вверх.

## Таксономия
Вид был впервые описан в 2017 году, а его валидный статус подтверждён в ходе ревизии, проведённой в 2021 году китайскими энтомологами Hou-Hun Li и Hua Rong (Китай). Таксон близок к виду Lista gilvasa.